# Републико наша, здравей!
Републико наша, здравей! е националният химн на Народна република България от 14 февруари 1947 г. до 30 декември 1950 г. Изпълнява се неофициално и заменя предишният химн „Шуми Марица“. Авторът на химна е Крум Пенев, а композитор е Георги Димитров. През 1951 г. песента „Българийо мила“ става химн на България.

## Текст
| Ярема на робство сурово и мрака на сива съдба ний сринахме с огън и слово в жестока неравна борба. За нас свободата е свята и ние ще браним с любов кръвта на борците, пролята по всяка падина и ров. За наши и чужди тирани, Родино, в теб няма простор! Ний помним безбройните рани, фашисткия кървав терор. Припев Републико наша народна, републико наша, здравей! Земята ни днес е свободна, свободно днес всеки живей! |